# География Аргентины
Аргентина занимает большую часть юго-востока Южной Америки (Южный конус). Протяжённость Аргентины с севера на юг составляет около 3800 км и около 1400 км с запада на восток. Столица Аргентины — Буэнос-Айрес. Площадь — около 2 780 400 км², что делает страну 8-й по территории в мире (она чуть больше Казахстана, занимающего 9-е место). Население (оценка 2014 года) составляло 43 024 374 человек. Высшая точка страны, как и всего Южно-Американского континента — гора Аконкагуа с высотой 6962 метра, низшая — Лагуна-дель-Карбон (Угольная лагуна) −105 м.
Географически Аргентину можно разделить на несколько основных регионов: аргентинский Северо-Запад (Гран-Чако, Куйо), северо-восточные равнины (аргентинское Междуречье), Пампасы, Патагония, Огненная Земля и горные районы Анд (Центральноандийское нагорье, Пампинские Сьерры, Прекордильеры). Поскольку Аргентина имеет большую протяжённость с севера на юг, она пересекает сразу несколько климатических зон — от тропиков до самой Антарктиды (Аргентинская Антарктика).

## Граница и береговая линия
Общая протяжённость границ Аргентины составляет 11 968 км. На юге и западе Аргентина граничит с Чили (6691 км), на севере — с Боливией (942 км) и Парагваем (2531 км), на северо-востоке и востоке — с Бразилией (1263 км) и Уругваем (541 км). Юго-восточную границу Аргентины очерчивает Атлантический океан, а её граница с Чили на западе и юго-западе определяется Андами.
Длина береговой линии Аргентины составляет 4989 км. Берега изрезаны слабо — к югу от залива Ла-Плата вдаются формируемые полуостровом Вальдес заливы Сан-Матиас, Сан-Хосе и Гольфо-Нуэво, южнее расположены заливы Сан-Хорхе и Баия-Гранде.
Территориальные воды — 12 морских миль, также Аргентине принадлежит континентальный шельф на 200 морских миль от берега или до границы шельфа.

## Рельеф
Восток Аргентины — обширный, преимущественно равнинный, запад — горный. Весь северо-восток страны — Лаплатская низменность, состоящая из равнин Гран-Чако на северо-западе, Междуречья (область между реками Парана и Уругвай) на северо-востоке и плоской восточной части Пампы на юге. На север Междуречья заходит расчленённый край Бразильского плоскогорья (высоты 300—400 м), а с юга Пампы примыкают возвышенности Сьерра-дель-Тандиль и Сьерра-де-ла-Вентана (вершина Трес-Пикос, 1243 м)
Западная часть Пампы представляет собой возвышенную равнину высотой 500—1000 м. Между равнинными районами и Андами лежит горная область Пампинских Сьерр и Прекордильер с высотами 2—6 тысяч м, которые разделённый глубокими котловинами. На юго-западе страны простирается Патагонское плоскогорье, изрезанное долинами рек. На западе высота плато доходит до 2000 м, при движении на восток спускается ступенями к побережью.
Крайний северо-запад Аргентины занят частью Центральноандийского нагорья, на котором расположены пустынное плоскогорье Пуна (экорегион) (высота около 4000 м), ряд солончаков, гряды хребтов и вулканов (например, вулкан Охос-дель-Саладо высотой 6880 м). Далее на юг (от 28° ю. ш.) тянется Передовая Кордильера Анд, с которой от 31° ю. ш. соединяется Главная Кордильера (водораздельный хребет). До 35° ю. ш. некоторые горные вершины и вулканы превышают 6000 м, (здесь расположена высочайшая точка Южной Америки — гора Аконкагуа, 6960 м и самая низкая точка Южной Америки – Угольная долина -105 м), а высота перевалов доходит до 3500 м. Южнее остаётся лишь Главная Кордильера, которая с 39° ю. ш. называется Патагонской — её высота снижаются до 3—4 тыс. м, а действующие вулканы исчезают. Здесь горные массивы глубоко расчленены древнеледниковыми и речными долинами. Самый юг страны — остров Огненная Земля — имеет низменный рельеф на севере и горный на юге.

### Пампасы
Пампасы простираются от Пилькомайо до Рио-Негро на 2200 километров, шириною в 370 километров, и на этом огромном пространстве не встречается ни холма, ни камня. Они распадаются на две характерные части, разделенные Рио-Саладо, или Хураменто, и лагуной де-лос-Поронгос. В южных пампасах почва наносная, покрытая мелким песком, под которым на больших пространствах встречается мергелевый и известковый грунт с значительными остатками мегатерий. В северной части горные потоки Сьерры-Кордовы образуют значительное количество рек, из которых только одна, Рио-Терсеро, протекает через Пампасы в Парану, другие пропадают в легко впитывающей почве или в болотистых лагунах.
Значительные водные массы, образующиеся на снежных вершинах Анд, падают в глубокую котловину у восточного подножия и составляют ряд лагун, соединенных речными рукавами. Этот ряд озёр начинается у 30° шир. с лагуны Гуанакаче и идет на Юг к Бебедеро и к лагуне Амарга. Вследствие недостаточности постоянного орошения равнин растительность их в большой зависимости от времен года и атмосферы. Лесов здесь совсем нет, даже отдельные деревья встречаются только посаженные.

### Внутренняя возвышенность
Внутренняя возвышенность между Андами и Сьеррой-Кордовой средним числом достигает вышины в 600 м и сливается на севере и юге с главной равниной. Центр её составляет бассейн Куйо с двумя солончаковыми степями, Салина-де-Кордова и Салина-де-Риойа, разделенные слегка выдающейся Сьеррой-де-лос-Льянос.
Почва здесь вследствие сухости климата глинисто-соленая и совершенно бесплодна; замечательно тоже, что вплоть до самых гор вовсе нет камня. Кроме этих двух солончаковых степей, встречаются ещё другие, более мелкие, местами же песчаные степи (travesia); почва становится более плодородной только там, где является большая сырость. Южнее замечательны наносные песчаные бугры, от 2 до 10 м вышины, известные под названием «меданос». Их наносит южный ветер, и они ложатся на северной стороне; очертания их постоянно меняются; иногда они кольцеобразны и окружают небольшую лагуну, где появляется растительность. Собственно в пампасах они редки, а в лесных полосах их совсем нет. В области Мендоса, на южной границе встречаются сыпучие пески, где гибнут люди и звери. На юге центральная равнина проходит через ряд болотистых озёр, доходящих до восточного подножия Андов; на севере же, проходя через области Тукуман и Сант-Яго, она исчезает в лесистой и богато орошенной местности Гран-Чако.

### Западная часть
Запад страны во всю ширину окаймляется могучими Андами, расширяющимися с юга на север. От главной горной цепи, составляющей границу с Чили и разделяющей речные бассейны, на юг у Рио-Негро и Рио-Колорадо и севернее у Рио-Мендоса идут боковые горные отрасли почти перпендикулярно главному хребту, именно Сьерра-Неукен и Сьерра-Пильма-Магуйда. Новейшие исследования при осмотре пути через проход Планчон (35° южной широты, 2230 м высоты) доказали, что эти отрасли длиннее, чем предполагали и что пампасы начинаются в 250 км на восток от главного хребта. Горный хребет здесь очень узок, только местами образуются более широкие горные площади; к северу он возвышается и в Тупунгато достигает высоты 6810 м. Отсюда главный хребет расширяется и образует несколько параллельных цепей. На северо-восток от Аконкагуа (6839 м), между реками Мендоса и Сан-Хуан, расширяется снежная горная площадь, пересекаемая параллельными хребтами Сиерра Парамильо и Сонда (3500 м).
Севернее Сан-Хуана эти цепи соединяются и поворачивают к главному хребту на северо-северо-запад, который далее опять расширяется на горные области в 4000 м средней высоты. Долины, лежащие среди гор, местами прекрасно орошены и плодородны, местами покрыты солончаковыми и песчаными степями. На север от равнин Риоха и Катамарка возвышается значительная горная площадь, соединяющаяся под 27° южной широты со снеговыми вершинами Сьерры-Аконкиха, с высоким пунктом, южнее Тукумана, свыше 4800 м. Эта горная отрасль на С. идет веерообразно вплоть до реки Хураменто, а на западе посредством Сьерры-Атахо сходится с главными отраслями Анд, состоящими из больших горных площадей с глубоко врезанными долинами. Существующие через Анды горные проходы, выше 33° южной широты, очень опасны, хотя подъём и спуск на них довольно отлогий. Здесь приходится иногда по целым дням странствовать по безводной и бесплодной местности или подвергаться страшным бурям (temporales); только на некоторых проходах устроены хижины для убежища (casuchas). Снеговая линия проходит по южной полосе Анд приблизительно на высоте 3000 м, в ущелье же Кумбро подымается на 4000 м и на границе Боливии до 5000 м. Снежные массы на вершинах невелики, потому что сырой западный ветер по пути теряет часть влажности; поэтому летом, например, Невада только слегка покрыта снегом и на этой стороне гор нет значительных рек. Почти вся вода вследствие необычайной сухости на высотах поглощается испарениями. Большие притоки Ла-Платы падают все с северной части Анд, где бывают сильные тропические дожди. Сьерра-Аконкиха резко отделяет западные андские долины с сухим климатом от влажного Гран-Чако. На высотах встречается только одно растение с толстым, смолистым корнем, годным для горения — это ларета. Через Аргентинские Анды известны более 20 проходов; почти на всех высотах делается одышка, названная здесь — пуна. Для переезда через Анды употребляются мулы, они кормятся люцерной и афальфой; на самых высотах мулы часто заменяются ламой, так как она ещё выносливее.

### Восток
На востоке от Кордильеров между 29° и 34° южн. шир. поднимается центральная горная система, окруженная пампасами и разделяющаяся на две ветви: Сьерра-Кордова и Сьерра-Сан-Луи; местность довольно лесистая и хорошо орошенная. Сиерра-Кордова тянется тремя отрогами с С. на Ю., причем средний — Кумбре-де-лас-Ахалас, к С. сильно расширяется и постепенно переходит в низменность; на Ю. же он достигает 2500 м выс. Здесь находятся прекрасные пастбища и много источников, дающих начало рекам: Рио-Примеро, Сегундо и др., из них только Терсеро доходит до Параны. Восточный отрог начинается у Кордовы и в Кумбре-де-ла-Каль достигает 2570 м, западный же не выдается высотами, но замечателен геогностическими свойствами; здесь встречаются значительные рудные пласты и конусообразные вершины, из которых самая западная, Верба-Буэна (1645 м), круто спускается на равнину Риоха. Такое почти протяжение имеет и Сьерра-С.-Луи. Южнее идут уже одни холмы, богатые металлами. — Самая южн. горная система состоит из двух невысоких отраслей, между 37° и 38 ½° юж. шир. и 49° и 45° зап. долготы, с одной стороны окруженных морем, с другой спускающихся в пампасы и идущих с З. на В. На вершинах нет никакой растительности. Северная отрасль, Сьерра-Вуулькан, начинается у м. Корриентес, идет внутрь страны на 300 км и подымается на 450 м выш.; южная же — от Баия-Бланка, простирается на 50 км, достигая более 1000 м высоты. Вся горная система, как и центральная, состоит из гранита, кварца, гнейса и т. д.

## Водные ресурсы
По оценке 2011 года Аргентина обладает 814 км³ возобновляемых водных ресурсов, из которых в год потребляется 32,57 км³ (23 % на коммунальные, 13 % на промышленные и 64 % на сельскохозяйственные нужды).

### Реки
Самая крупная речная система в Аргентине — система реки Ла-Плата, которая образуется из слияния рек Уругвай и Парана и из впадения с левой стороны Рио-Гранде-де-Куритиба, а с правой — Парагвая (с притоками Пилькомайо и Вермейо), Хураменто (прежнего Саладо) и р. Терсеро (с притоками р. Куарто и Саладильо); остальная водная система состоит из степных речек и лагун. Параллельно р. Хураменто в Тукуманской области из Кордильеров течет на Ю. р. Дульсе (Саладильо); во время половодья они сливаются и кончаются в лагуне Поронгос, которая питает также р. Примеро и Сегундо. Вообще реки, текущие на юге, начиная с области Катамарка, исчезают в степях. Целая система таких рек образуется из р. де-Гуанаколь (Вермехо), р. Травесия, Сан-Хуан, Мендоса и составляет лагуну Гуанакаче, из которой вытекает р. Десагвадеро и, протекая ряд болот, впадает в лагуну Амарга; отсюда, усиливаясь горными потоками Анд, р. Тунуян, р. Диаманте, р. Атуель при половодье сливаются с р. Колорадо. Из юго-восточных горных отраслей тоже вытекает много небольших потоков, впадающих частью в море, частью в лагуны; только две текут в Рио-Саладо, впадающую в Энсенадо де-Боромбон и принадлежащую в системе р. Ла-Платы. Самые большие южные реки — Колорадо, или Кобу-Лейбу, то есть большая река, и р. Негро или Лимай-Лейбу.
Речная область представляет слегка волнующуюся, богатую травой равнину, высоты которой не превышают 250 м, за исключением северо-восточной Сьерры Миссионы, более высокой. На совсем низменных местах образуются лагуны, частью такие как Ибера и Ламалойа, окруженные топями и болотами, частью же настоящие озера с твердыми берегами, например лагуна-Брава. Речные потоки многочисленны. Крутые берега Параны (150 км) и берега внутренних рек покрыты лесом; на Миссионе же, где почва состоит из твердой, краевой глины, встречаются непроходимые леса.

### Озёра
Во впадинах Пампинских сьерр и в Пуне раскинулись обширные солончаки (Салинас-Грандес, Арисаро и другие). Многие районы в Гран-Чако, в центре Междуречья и в Пампе заболочены. В северной части Пампы находится крупнейшее солёное озеро страны — Мар-Чикита, которое не имеет стока в океан.
В западной части Патагонии, располагаются крупные ледниковые озёра Науэль-Уапи, Буэнос-Айрес, Вьедма, Пуэйрредон, Архентино, Сан-Мартин и другие. Крупнейшее озеро Огненной Земли — Фаньяно.

## Почвы
На 2011 год пахотные земли занимали 13,68 % территории страны, на 0,36 % выращивались постоянные зерновые культуры. Орошается 15,5 тыс. км² (2003 год).

## Животный и растительный мир

### Растительность пампасов
Главное богатство пампасов — трава; так, в штате Буэнос-Айрес огромные равнины покрыты клевером и другими питательными травами, благоприятствующими скотоводству. Среди них встречаются растения, занесённые из Европы; это особый вид репейника, Abrojos, и чертополох, достигающий около Буэнос-Айреса 3 м вышины; оба растения приносят большую пользу, заслоняя широкой тенью траву от палящих лучей солнца, и в подобных местах трава держится дольше; к концу лета растения засыхают и вырываются осенними бурями. На однообразной равнине редко встречаются, и то около жилищ, отдельные деревья — омбу (Phytolacca dioica) или группы кривых и колючих чаньяр (Geoffroea decorticans), или же небольшие пальмы тритринакс равнинный (Trithrinax campestris). Местами трава, клевер и овес достигают 1 и 1 ½ м.
Миражные явления здесь очень часты.

### Животный мир пампасов
Из животных в этих равнинах встречаются: огромные стада рогатого скота, лошадей, оленей, страусы (Avestruz), ягуары, игуаны, вискача (Callomys Viscacha), мары. Потоков очень немного, зато масса маленьких бассейнов с пресной и соленой водой, частью быстро высыхающих, частью постоянных. Вдоль Параны находятся лучшие поселения и скот. Совсем иной характер носят пампасы вблизи центральных горных цепей; там мелкий кустарник покрывает равнину и около рек образует более густые чащи. Северная же часть равнины, Гран-Чако, простирается далеко во владения Боливии и Парагвая, и только часть её принадлежит Аргентинская конфедерация республике; в ней, как в полосе подтропической, чувствуется недостаток орошения, но разливы таких рек, как Пилькомайо и Рио-Бермехо, питающихся тропическими дождями, способствуют развитию богатой тропической флоры. Из деревьев здесь замечательны: карандай-пальма, дающая великолепный строевой лес, альгарробо и чаньяр (Prosopis dulcis) — из плодов их выделывают спиртные напитки. Густые чащи состоят главным образом из лавровых деревьев, особенно вблизи Анд; на левом берегу р. Хураменто колючие чащи мимоз и бобовых образуют почти непроходимый вал, через который местами существуют просветы, которыми пользуются индейцы Чако при торговле и разбоях. Но во внутренней части, куда не достигают разливы вышеназванных рек, встречаются большие безводные пространства, переходящие местами, между Рио-Бермехо и Саладо, в сухие песчаные степи с бедной растительностью из кактусов и солончаковых трав.